# Ойлтон (Техас)
Ойлтон (англ. Oilton) — переписна місцевість (CDP) в США, в окрузі Вебб штату Техас. Населення — 270 осіб (2020).

## Географія
Ойлтон розташований за координатами 27°28′9″ пн. ш. 98°58′2″ зх. д. / 27.46917° пн. ш. 98.96722° зх. д. (27.469274, -98.967227).  За даними Бюро перепису населення США в 2010 році переписна місцевість мала площу 3,67 км², уся площа — суходіл.

## Демографія
Згідно з переписом 2010 року, у переписній місцевості мешкали 353 особи в 106 домогосподарствах у складі 88 родин. Густота населення становила 96 осіб/км².  Було 152 помешкання (41/км²).
Расовий склад населення:
| - 81,6 % — білих - 1,4 % — чорних або афроамериканців - 0,3 % — азіатів - 15,6 % — осіб інших рас |

До двох чи більше рас належало 1,1 %. Частка іспаномовних становила 97,5 % від усіх жителів.
За віковим діапазоном населення розподілялося таким чином: 32,6 % — особи молодші 18 років, 56,6 % — особи у віці 18—64 років, 10,8 % — особи у віці 65 років та старші. Медіана віку мешканця становила 31,9 року. На 100 осіб жіночої статі у переписній місцевості припадало 94,0 чоловіків;  на 100 жінок у віці від 18 років та старших — 87,4 чоловіків також старших 18 років.
Середній дохід на одне домашнє господарство  становив 48 708 доларів США (медіана — 53 523), а середній дохід на одну сім'ю — 50 948 доларів (медіана — 53 295). За межею бідності перебувало 16,3 % осіб, у тому числі 17,7 % дітей у віці до 18 років та 36,4 % осіб у віці 65 років та старших.
Цивільне працевлаштоване населення становило 152 особи. Основні галузі зайнятості: сільське господарство, лісництво, риболовля — 35,5 %, освіта, охорона здоров'я та соціальна допомога — 10,5 %, науковці, спеціалісти, менеджери — 9,9 %, мистецтво, розваги та відпочинок — 9,9 %.